# Ducato di Modena e Reggio
Il Ducato di Modena e Reggio, che comprendeva le due investiture imperiali distinte di Modena e Reggio, fu uno degli antichi Stati italiani.

## Geografia
Nel 1859 confinava a nord con il Regno Lombardo-Veneto, ad est con lo Stato Pontificio del bolognese e della Romagna, ad ovest con il Ducato di Parma e Piacenza e a sud oltre la catena montuosa dell'appennino settentrionale con il Granducato di Toscana e, in seguito ai territori acquisiti di Massa e Carrara, con la Liguria ed il mar Ligure. La capitale era Modena.

## Storia

### Origine: dal ducato longobardo ai domini estensi
Il longobardo Ducato di Modena nasce probabilmente alla fine del VI secolo in seguito alla riorganizzazione longobarda delle strutture civili da tempo perdute in seguito al collasso di Roma di un secolo prima. Nel corso dei secoli il Ducato subisce diverse alluvioni causate dagli affluenti del Po, il fiume Secchia ed il Panaro e nel X secolo una grande alluvione modifica il corso del Po al confine con il Ducato di Mantova. Il libero comune di Modena aderisce alla Lega lombarda contro Federico Barbarossa nel 1167 e nel 1288, a causa di lotte intestine fra le nobili famiglie locali, rinuncia alla libertà comunale con il riconoscimento dell'autorità di Obizzo II d'Este, marchese di Ferrara. Un anno dopo anche Reggio si offrì ad Obizzo II che riportò Modena e Reggio all'amministrazione della signoria di origine ducale, come feudatario dell'imperatore Rodolfo I, mentre il Ducato di Ferrara divenne feudatario del regno del Papa.

### Duchi di Ferrara, Modena e Reggio
Borso d'Este ottenne il 18 maggio 1452 il titolo di duca di Modena e Reggio su concessione dell'imperatore Federico III d'Asburgo mentre il 14 aprile 1471 su concessione di papa Paolo II quello di duca di Ferrara. Nel corso del XV secolo gli Este riuscirono a conquistare gran parte della Garfagnana e, nel 1530, Alfonso I ottenne anche l'investitura imperiale della contea di Carpi, poi elevata, nel 1535, a principato.

### Devoluzione di Ferrara
La devoluzione di Ferrara fu determinata dalla situazione che si era venuta a creare quando, il 27 ottobre 1597, morì il duca Alfonso II d'Este, che non aveva avuto figli ed aveva designato per testamento il cugino Cesare d'Este come suo erede e successore. Questi però non venne riconosciuto da papa Clemente VIII poiché non era discendente legittimo del duca defunto ma di una ramo cadetto illegittimo generato da Alfonso I d'Este con Laura Dianti; sul finire del 1597 l'unico ramo legittimo che sarebbe potuto succedere nelle pretensioni dinastiche di Casa d'Este era quello degli Este di San Martino, in quel momento rappresentato dal Marchese Carlo Filiberto I d'Este, ma il duca morente scartando questa possibilità, portò di fatto al precipitare degli eventi e alla repentina perdita di Ferrara nel gennaio del 1598. La bolla papale di papa Pio V escludeva dalle successioni nei feudi pontifici i discendenti naturali, quindi il feudo di Ferrara gli venne negato. Per Modena e Reggio Emilia, feudi imperiali, la situazione era diversa, e l'imperatore Rodolfo II considerò legittima la successione degli Este di Montecchio e pertanto l'investitura a Cesare venne concessa.
Clemente VIII scomunicò Cesare quando si proclamò duca e inviò le sue truppe comandate dal primo legato pontificio, il cardinale Pietro Aldobrandini, suo nipote, a Faenza in Romagna.
Cesare di fronte alla scomunica papale e alla presenza dell'esercito pontificio nel territorio confinante del bolognese e della Romagna tentò un'ultima mediazione affidata a Lucrezia d'Este, che tuttavia si rivelò una scelta sbagliata e portò ad un accordo che toglieva agli Este ogni possibilità di mantenere la capitale a Ferrara. Cesare fu costretto a spostare la sua corte a Modena e fu attuata la devoluzione del ducato di Ferrara allo Stato della Chiesa. Ferrara divenne una provincia di confine dello Stato Pontificio, e da quel momento la vita culturale ed economica della città, che aveva vissuto momenti di grandissimo splendore, subì un arresto.
Nel 1598, senza più sostegno delle potenze europee, poco interessate alla sua sorte, né di Venezia, impegnata per l'altro contro gli Uscocchi, che pure avrebbe dovuto temere la vicinanza dello Stato della Chiesa nella nuova disposizione dei confini, né del Duca di Mantova Vincenzo Gonzaga, pur legato da legame di parentela in quanto fratello della terza moglie Margherita, né dell'Imperatore Rodolfo II impegnato contro i Turchi, né del re di Spagna Filippo II, che non interviene a fianco di Alfonso II d'Este pur appoggiandone la causa, né di Enrico IV che lo priva dell'eredità di Renata di Francia, moglie di Ercole II, Ferrara è perduta, in ottemperanza alla Convenzione faentina firmata da Lucrezia d'Este e dal Cardinale Aldobrandini «La mattina del 28 gennaio, percorrendo solo nella carrozza ducale, la superba via degli Angeli, (...) giunto davanti alla chiesa di Santa Maria degli Angeli, si ricordò dei carcerati e in tutta fretta spedì un suo cameriere, scortato dai suoi archibugieri, a liberare tanto quelli del Castello quanto quelli delle prigioni comuni sotto il palazzo della Ragione. Poi uscì definitivamente dalla città. avviandosi tristemente alla volta di Modena». Il giorno dopo, il 29 gennaio, entra trionfalmente in Modena «seguito da 5000 fanti e 1000 cavalieri, tra grida ed evviva della folla che acclama e saluta con squilli di tromba. Ogni suddito, come sempre accade, vede nella sua venuta un miraggio di giustizia e di benessere, e lo benedice» (Ducato di Modena & Reggio, 2007).

### XVII–XVIII secolo
Abili politiche diplomatiche portarono all’acquisizione del Principato di Correggio (1635), del Ducato della Mirandola con il Marchesato di Concordia (1711), e della Contea di Novellara e Bagnolo (1737). Il matrimonio, nel 1741, dell'ultimo erede degli Este, Ercole Rinaldo (poi diventato duca con il nome di Ercole III) con la duchessa sovrana di Massa e Carrara, Maria Teresa Cybo Malaspina, pose le basi per l'acquisizione anche degli antichi feudi toscani agli Stati Estensi. Tale acquisizione ebbe però effetto giuridico solo nel 1829 alla morte di Maria Beatrice d'Este, la quale era potuta succedere alla madre nella guida del Ducato di Massa (e non al padre in quella del Ducato di Modena), perché nell'ordinamento del primo era anche ammessa, in modo del tutto inusuale, la successione femminile, sia pure ovviamente in subordine rispetto a quella maschile.

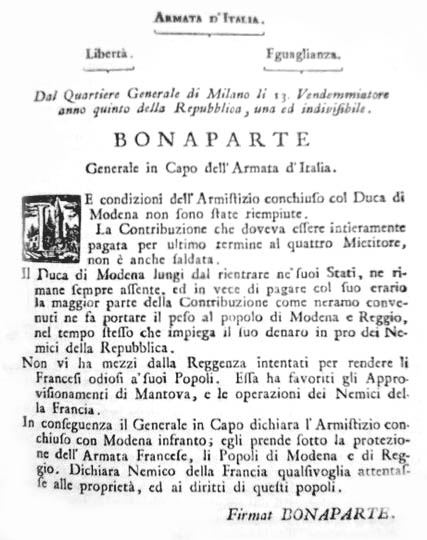
Il proclama di Napolenone del "13 Vendemmiatore anno quinto" (4 ottobre 1796).

Nel 1796 il ducato venne occupato da Napoleone il quale, denunciando l'inadempienza da parte del duca delle condizioni di armistizio stipulate con la Francia, e la sua perdurante assenza dai territori estensi, disciolse lo Stato, il cui territorio divenne parte della Repubblica Cispadana.

### XIX secolo
Il controllo napoleonico del territorio continuò con le successive evoluzioni: dapprima Repubblica Cisalpina, in seguito Repubblica Italiana, poi Regno d'Italia. Buona parte dei beni ecclesiastici furono venduti ai privati: il ceto dei gabellieri, che si era arricchito sotto il Ducato, fu pronto ad acquistare le terre migliori. Il papa aveva posto la scomunica per gli acquirenti: anche per questo fu la borghesia ebrea a diventare proprietaria di larghe estensioni di terra agricola.
A questo periodo risalgono le spoliazioni napoleoniche del Ducato di Modena. Il 14 ottobre 1796 Napoleone entrò a Modena con due nuovi commissari (Garrau e Saliceti) che si recarono più volte a setacciare le gallerie delle medaglie e la galleria del palazzo ducale per prelevare la collezione di cammei e pietre dure incise. Il 17 ottobre, dopo aver prelevato dalla biblioteca ducale numerosissimi manoscritti e libri antichi, vennero consegnati 1 213 esemplari: 900 monete romane imperiali in bronzo, 124 monete dalle colonie romane, 10 monete d'argento, 31 contornati, 44 monete di città greche, 103 monete dei pontefici che furono inviati alla Bibliotheque Nationale di Parigi e da allora lì conservati. Vennero spediti al Louvre 1 300 disegni trovati nelle collezioni estensi, 16 cammei in agata, 51 pietre dure e diversi vasi in cristallo di rocca, che vi si trovano ancor oggi. Il 20 ottobre vennero requisiti i busti di Lucio Vero e Marco Aurelio, un disegno della colonna traiana e un altro coi busti degli imperatori. Lo stesso avvenne per numerosissimi dipinti della scuola emiliana, quali la Pala dei Santi protettori della città di Modena (1651) e il San Paolo (1644) del Guercino, La purificazione della Vergine di Guido Reni, L'apparizione della Vergine (1592) di Annibale Carracci, Il sogno di Giobbe (1593) del Cigoli, il Cristo deriso del Giambologna, che vennero esposti al Louvre e che non sono più stati restituiti.

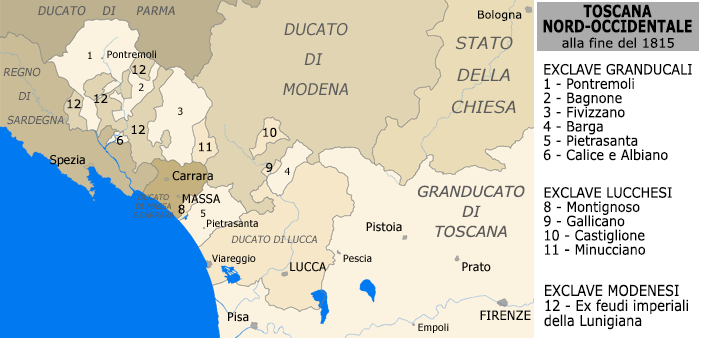
Il frastagliato confine meridionale del Ducato alla fine del 1815, dopo l'acquisizione degli ex feudi imperiali della Lunigiana.

Il Congresso di Vienna ripristinò il Ducato, assegnandolo a Francesco IV d'Austria-Este, che nel 1815 ottenne dalla madre, Maria Beatrice d'Este, la cessione degli ex feudi imperiali della Lunigiana, non ricostituiti dal Congresso e assegnati alla stessa, e nel 1829 ereditò da lei anche i territori del Ducato di Massa e Principato di Carrara, ottenendo così uno sbocco sul mar Tirreno. In forza dei deliberati del Congresso, come modificati dal trattato di Parigi del 1817 e dal quello di Firenze del 1844, in concomitanza con la reversione del Ducato di Lucca al Granducato di Toscana nel 1847, al Ducato di Modena furono incorporati l'ex Ducato di Guastalla, prima appartenente al Ducato di Parma e Piacenza, e diverse exclave toscane e lucchesi in Garfagnana, Lunigiana e sulla riviera apuana, e si arrivò così alla massima espansione territoriale. Furono contestualmente anche realizzate ulteriori modifiche confinarie con il Ducato di Parma i lungo il fiume Enza in Emilia ed ancora in Lunigiana.

#### Insurrezione del 1831
Nel 1831, quando era duca Francesco IV d'Austria-Este, la popolazione si sollevò, con una insurrezione da cui emerse la figura di Ciro Menotti; tale insurrezione va inserita nei moti del 1830-1831.

#### Insurrezione del 1848
Il 21 marzo 1848 Francesco V d'Austria-Este, in seguito ad una insurrezione risorgimentale inquadrabile nella Primavera dei popoli, abbandonò la città, promettendo però l'adozione di uno statuto.

### Fine del Ducato
Il Duca di Modena e Reggio regnò fino all'11 giugno 1859, quando per l'avanzata delle truppe piemontesi deve ritirarsi, lasciando un governo di reggenza per due giorni, poi sostituito da una Giunta municipale e dal 20 giugno dal dittatore Farini col quale il ducato concluse la sua esistenza nel giugno 1859 al termine della seconda guerra d'indipendenza italiana. La dinastia fu dichiarata ufficialmente decaduta il 20 agosto e il suo territorio fu unito a Parma, Piacenza, Bologna, Ferrara e alla Romagna il 30 novembre 1859 per ordine del dittatore Carlo Farini, divenendo il nucleo delle Province Unite del Centro Italia, annesse dopo pochi mesi al Regno di Sardegna a seguito del Plebiscito delle provincie dell'Emilia del 1860. L'esercito estense, che aveva seguito in gran parte il duca in esilio in Veneto con i suoi 4.500 uomini, fu sciolto dallo stesso duca il 24 settembre 1863.

## Cronologia
- 27 ottobre 1597: Cesare d'Este si proclama duca di Ferrara, Modena e Reggio e rientra poi definitivamente in possesso di Sassuolo, già infeudato al ramo gibertino alla famiglia Pio di Savoia.
- 13 gennaio 1598: con le convenzioni faentine lo Stato Pontificio, retto da Clemente VIII, entra in possesso di Ferrara. Modena diventa la capitale del Ducato sotto il governo del duca Cesare.
- 1628: diviene duca Alfonso III d'Este che sposa Isabella di Savoia, la quale muore dando alla luce il quattordicesimo figlio e lasciando Alfonso nella disperazione, che lo porta a maturare l'idea di farsi frate.
- 1629: Alfonso prende i voti di Cappuccino col nome di Giovanni Battista da Modena ed abdica a favore del figlio Francesco I d'Este.

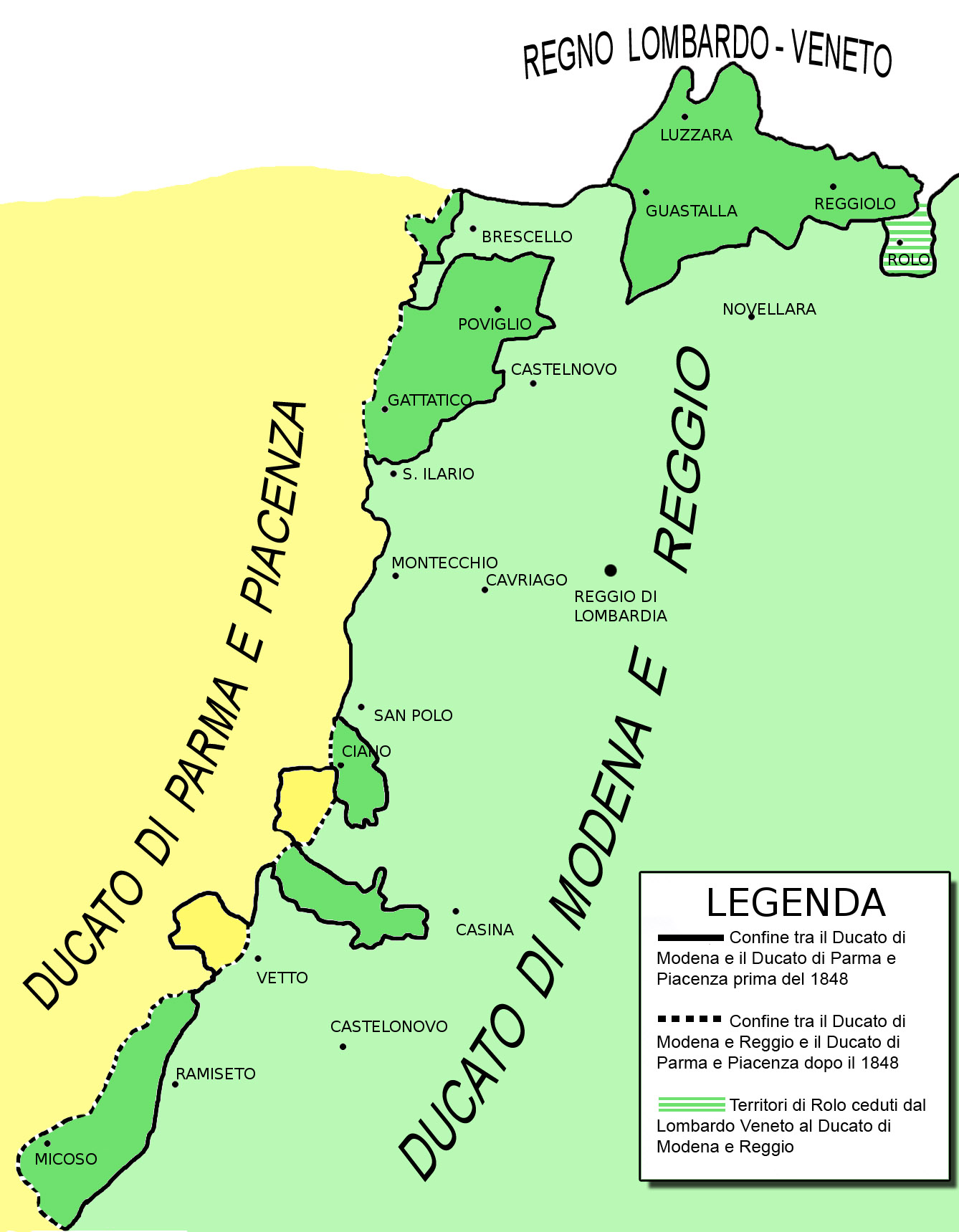
Il confine occidentale del Ducato prima e dopo l'applicazione del Trattato di Firenze

- 1632: inizia la costruzione del Palazzo ducale di Modena, oggi sede dell'Accademia militare.
- 1658: Alfonso IV d'Este succede a Francesco I.
- 1659: Alfonso IV è investito del Principato di Correggio.
- 1662: Alfonso IV muore: reggenza di sua moglie Laura Martinozzi per il figlio Francesco II d'Este, che ha due anni.
- 1674: Francesco II a 14 anni prende i pieni poteri, approfittando dell'assenza della madre che era andata in Inghilterra per il matrimonio della figlia quindicenne Maria Beatrice con il duca di York, erede al trono d'Inghilterra.
- 1694: muore Francesco II.
- 1695: il cardinale Rinaldo d'Este, zio di Francesco, diviene duca di Modena, rinunciando alla porpora con dispensa del papa e sposando Carlotta Felicita di Brunswick-Lüneburg per assicurare la discendenza a casa d'Este, essendo Francesco II morto senza lasciare figli.
- 1º agosto 1702: a seguito degli eventi bellici della Guerra di successione spagnola, i francesi di Luigi XIV entrano in Modena.
- febbraio 1707: il duca Rinaldo, con l'aiuto dell'esercito imperiale, rientra nei suoi territori del Ducato di Modena e Reggio e ripristina la sovranità legittima.
- 1710: Rinaldo compera dall'Impero il Ducato della Mirandola e di Concordia.
- 1721: inizia la costruzione della Villa ducale di Rivalta presso Reggio Emilia.
- 1737: Rinaldo è investito dei feudi di Novellara e Bagnolo. Francesco III d'Este succede al padre Rinaldo.
- 1738: inizia la costruzione della Via Vandelli per collegare le città di Modena, Massa e Carrara.
- 1740: guerra di successione in Austria.
- 1741: gli austriaci invadono il Ducato e Francesco III fugge.
- 1746: Francesco III, a corto di denaro, vende per 100.000 zecchini d'oro veneziani ad Augusto III, re di Polonia ed elettore di Sassonia, 100 prestigiosi dipinti della galleria estense, che vengono portati a Dresda, dove tuttora si trovano. Una delle migliori gallerie d'Europa viene così declassata, pur restando di pregio anche per effetto degli acquisti operati dai duchi successivi.
- 1748: Trattato di Aquisgrana: gli Este riprendono possesso dei loro Stati.
- 1753: in applicazione di un trattato segreto con la Casa d'Austria, con il quale Francesco III ha designato l'arciduca Pietro Leopoldo d'Asburgo Lorena, promesso sposo della sua unica nipotina di tre anni, Maria Beatrice (priva di diritti ereditari a causa della legge salica) quale successore degli Este, lo stesso Francesco III viene nominato governatore della Lombardia,[9] risiedendo nella Villa d'Este fatta da lui costruire a Varese e governando da lì anche Modena e Reggio, dove fa numerosi interventi urbanistici, fra cui la costruzione di un grande ospedale e dell'Albergo dei poveri, oggi Palazzo dei musei. Una sua statua equestre fatta erigere dai modenesi riconoscenti verrà distrutta a martellate da un fanatico, che voleva farsi dei meriti con Napoleone giunto a Modena.
- 1757: con un editto datato 6 maggio Francesco III vieta le riunioni massoniche in tutto il territorio della Lombardia.
- 1761: il duca apre al pubblico la biblioteca estense del Palazzo ducale ed il giardino ducale.
- 1763: essendo l'arciduca Pietro Leopoldo diventato erede del Granducato di Toscana a causa della morte di un fratello maggiore, i trattati del 1753 vengono aggiornati sostituendo il suo nome con quello del fratello minore Ferdinando.[9]
- 1771: la Dieta perpetua di Ratisbona ratifica la designazione dell'arciduca Ferdinando come successore degli Este, ed egli e Maria Beatrice convolano finalmente a nozze.
- 1780: Ercole III d'Este succede al padre Francesco III; egli aveva sposato Maria Teresa Cybo Malaspina, sovrana del Ducato di Massa e Carrara, dalla quale aveva avuto una sola figlia arrivata all'età adulta, la già citata Maria Beatrice d'Este.
- 1781: per esplicita volontà del duca Ercole III inizia la costruzione della Palazzina del Belvedere Ducale nella riserva di caccia estense di San Michele dei Mucchietti.
- 1796: invasione dei francesi. Napoleone Bonaparte arriva a Modena ed Ercole, dopo aver nominato un reggente nella persona di Benedetto d'Este, figlio naturale di Francesco III, ripara a Venezia accompagnato dalla favorita Chiara Arini, cantante, che sposerà poi morganaticamente. Benedetto conclude un accordo con Napoleone in base al quale il duca, o chi per esso, s'impegna a pagare 7 milioni e mezzo di lire francesi in tre rate e a cedere gratis venti fra i migliori quadri della galleria. In cambio Napoleone s'impegna a garantire che le sue truppe, passando per il territorio del ducato, non avrebbero fatto perquisizioni, pagando il giusto prezzo per ogni cosa acquistata. Il duca rifiuta di pagare alcunché, nonostante abbia portato con sé a Venezia il tesoro dello stato, sostenendo che ne è proprietario, e Benedetto è costretto a contrarre debiti forzosi, a gravare sui cittadini e depredare chiese e monasteri dei loro capolavori, mentre le opere d'arte prendono la strada di Parigi. Ercole III è raggiunto a Venezia da un gruppo di armati francesi che gli impongono il pagamento di 200.000 zecchini, poco meno di 7 quintali d'oro. A palazzo Rangoni a Modena si riuniscono i delegati di Modena, Reggio, Bologna e Ferrara, che insieme formano la Repubblica Cispadana, cui segue un secondo congresso a Reggio Emilia in cui viene proclamata come bandiera il tricolore e vengono aboliti tutti i titoli nobiliari.
- 1797: Napoleone fa confluire la Repubblica Cispadana nella Repubblica Cisalpina.
- 1803: Ercole III muore in esilio. Si estingue così la discendenza maschile in linea diretta.
- 1805: Napoleone si fa proclamare imperatore dei francesi e re d'Italia, vengono ripristinati i titoli nobiliari e abolito l'appellativo di "cittadino". Passando da Modena viene accolto con entusiasmo, alloggiato con sfarzo nel palazzo ducale e lì riceve le chiavi della città
- 1806: muore l'ardicuca Ferdinando d'Asburgo-Lorena, successore legale di Ercole III nei titoli sovrani sul Ducato di Modena, pur al momento disciolto.
- 1814: Napoleone è sconfitto. Dopo il congresso di Vienna, a Modena viene restaurato il ducato sotto la sovranità di Francesco IV d'Austria-Este: questi era nato dall'arciduca Ferdinando d'Asburgo-Lorena, titolare dei diritti di successione al trono ducale degli Este, e dall'ultima di tale casata, Maria Beatrice, unica figlia sopravvissuta di Ercole III, che, pur non abilitata a ereditare il trono di Modena in applicazione della legge salica, era invece succeduta, nel 1790, alla madre Maria Teresa Cybo-Malaspina come sovrana del Ducato di Massa e del Principato di Carrara, dove tale legge era derogata, e che fu anch'ella restaurata sul trono nel 1814.
- 1820: Francesco IV emette un decreto contro i carbonari e nel 1822 il Tribunale di Stato processa quarantasette persone accusate di appartenere alla Carboneria, decretando la condanna a morte per nove di loro. Il solo ad essere giustiziato è però don Giuseppe Andreoli.
- 1829: muore la duchessa di Massa e Carrara, Maria Beatrice d'Este, e il suo figlio e successore Francesco IV annette i due stati toscani al ducato di Modena e Reggio
- 1831: insurrezione di Ciro Menotti. Francesco IV fa imprigionare e poi impiccare Ciro Menotti e Vincenzo Borelli.

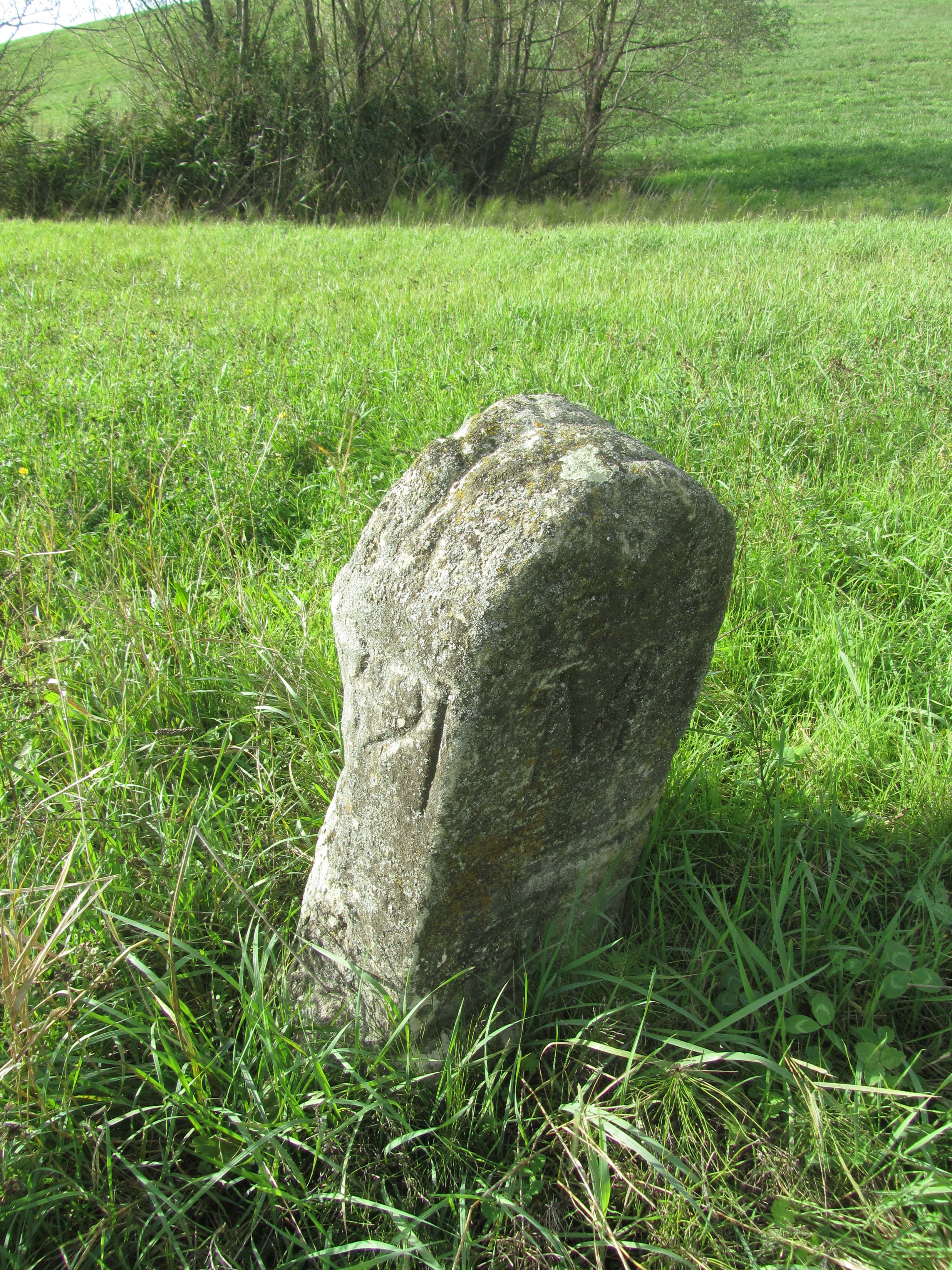
Cippo di confine che segnava il confine tra il Ducato di Modena e quello di Parma presso Migliara di Casina.

- 1834: Francesco IV fa costruire a Modena il foro boario "a onore e comodo dei fedeli agricoli", ma questi non gradiscono e il fabbricato rimane vuoto, i fornici vengono chiusi e il grande fabbricato è adibito in seguito ai più svariati usi. Oggi è la sede della facoltà di economia dell'Università.
- 1839: inizia la costruzione del Teatro Comunale di Modena, inaugurato nel 1841 su progetto dell'Architetto Ducale Francesco Vandelli.
- 1846: Francesco V succede al padre Francesco IV.
- 1847: in attuazione del trattato di Firenze, alla morte di Maria Luigia d'Austria il Ducato di Modena incorpora il Ducato di Guastalla, fino ad allora appartenente al Ducato di Parma, e si operano ulteriori rettifiche di confini con lo stesso, sia in Lunigiana che in Emilia, lungo il fiume Enza; in virtù del medesimo trattato Modena si annette i territori garfagnini e lunigianesi di Minucciano, Castiglione (di fatto governato da Modena fin dal 1819), Gallicano e Montignoso, già appartenenti al ducato di Lucca.
- 1848: Francesco V si allontana per qualche mese da Modena, causa i moti insurrezionali.
- 1850: viene acquisito Rolo, ex «enclave» del Lombardo-Veneto in territorio ducale.
- 1856: viene inaugurato a Reggio Emilia il grandioso Teatro Municipale.

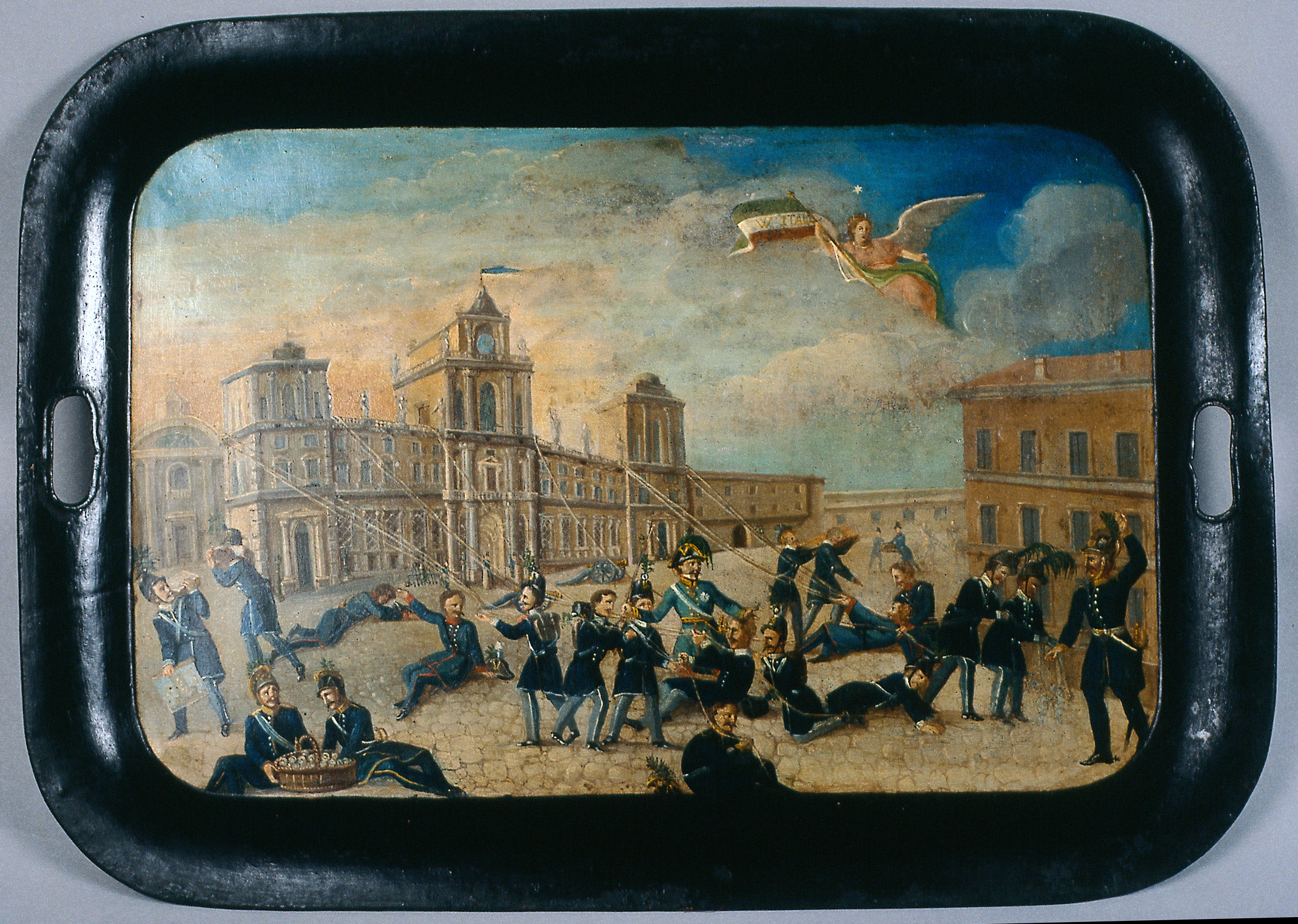
Anonimo, Satira o allegoria della caduta del governo estense, 1860

- 11 giugno 1859: Francesco V lascia per sempre il Ducato, dopo la sconfitta degli austriaci a Magenta, seguito a Mantova da 4500 soldati fedelissimi e 118 ufficiali comandati dal generale Saccozzi, che costituiscono la cosiddetta Brigata Estense. Porta con sé gli ori e tutte le cose preziose di famiglia e anche 80 ergastolani in catene, che vengono rinchiusi nelle carceri di Mantova. A Modena giunge Luigi Carlo Farini, commissario regio del Governo piemontese, nominato in seguito dittatore e poi governatore di tutta l'Emilia, di cui viene proclamata l'annessione al Piemonte assieme alla Toscana, mentre la dinastia è dichiarata decaduta il 20 agosto.
- 11 marzo 1860: in forma plebiscitaria i modenesi approvano l'annessione al Regno di Sardegna, formalizzata il 18 marzo.
- 1863: a Vienna viene chiusa l'ambasciata (detta Legazione) estense e l'esercito, ancora fedele al duca e stanziato in Veneto (Brigata Estense), viene sciolto con una commovente cerimonia il 24 settembre a Cartigliano (Vicenza).
- 1875: il 20 novembre muore a Vienna Francesco V, ultimo duca regnante di Modena e Reggio, che viene sepolto nella Cripta Imperiale della chiesa dei cappuccini. L'eredità e le pretensioni austro-estensi, per volere testamentario di Francesco V, passano al nipote, l'Arciduca d'Austria Francesco Ferdinando d'Asburgo-Lorena, a patto che questi aggiungesse al suo cognome "Este", divenendo pertanto Arciduca d'Austria-Este.

## Ordini equestri
- Ordine dell'Aquila estense (28 dicembre 1855)
- Croce d'anzianità di servizio (1852)

## Rappresentanze estere
Nel corso del XIX secolo il ducato di Modena e Reggio aveva accreditato i propri ambasciatori presso le corti dell'Impero d'Austria, della Francia e dello Stato Pontificio. A Modena invece erano presenti le rappresentanze di Austria, Francia, Ordine di Malta, Prussia, Regno Unito, Regno di Sardegna, Regno delle Due Sicilie, Stato Pontificio e Svezia-Norvegia.
A Carrara era presente un'agenzia consolare degli Stati Uniti d'America. Vi erano invece consolati modenesi a Bastia, Ferrara, Genova, Livorno, Trieste e Venezia.

## Geografia antropica

### Suddivisioni amministrative

#### Inizi
Per tutto il XVIII secolo lo stato estense continuò ad essere amministrato come una unione degli antichi principati che lo componevano, ognuno mantenendo proprie magistrature e organi amministrativi:
- Ducato di Modena;
- Ducato di Reggio;
- Principato di Carpi, dal 1530 (fino al 1535, Contea);
- Principato di Correggio, dal 1641;
- Ducato della Mirandola e Marchesato di Concordia, dal 1707;
- Contea di Novellara e Bagnolo, dal 1737;
- Marchesato di San Martino in Rio, dal 1752;
- Provincia del Frignano;
- Terre della Garfagnana estense.

#### Età della Restaurazione
Dopo le annessioni napoleoniche, anche questo stato italiano fu pesantemente influenzato dalla riorganizzazione amministrativa francese, che istituì prefetture e province. In base a ciò il vecchio ordinamento feudale preesistente al 1796 non venne ripristinato. Furono istituite le tre province di Modena, Reggio e della Garfagnana, alle quali si assommerà nel 1816 quella della Lunigiana. Il territorio del ducato venne poi suddiviso in municipalità (Modena e Reggio), reggenze e comunità. Questo ordinamento verrà poi sostituito da quello del 1830, che istituirà i comuni di I^ classe, superiori ai 7.000 abitanti e governati da un podestà, ed i comuni di II^ classe, inferiori ai 7.000 abitanti ed amministrati da un sindaco.
Nel 1833 il Ducato risultava suddiviso in cinque province e 59 comuni:
- Provincia di Modena
  - Comuni di I Classe: Modena, Mirandola, Carpi, Finale, Sassuolo, Vignola, Pavullo, San Felice, Nonantola
  - Comuni di II Classe: Montefiorino, Montefestino, Concordia, Guiglia, Montese, Formigine, Spilamberto, Sestola, San Martino d'Este, Pieve a Pelago, Fiumalbo, Cortile
- Provincia di Reggio
  - Comuni di I Classe: Reggio, Correggio, Scandiano, Brescello, Novellara, Montecchio, Castel Nuovo nei Monti, Carpineti, Minozzo, San Polo
  - Comuni di II Classe: Castel Nuovo di Sotto, Castellarano
- Provincia di Garfagnana
  - Comuni di I Classe: Castelnuovo
  - Comuni di II Classe: Castiglione, Pieve Fosciana, Collemandina, Fosciandora, Camporgiano, San Romano, Piazza, Careggine, Sillano, Vaglisotto, Giuncugnano, Trassilico, Molazzana, Vergemoli
- Provincia di Lunigiana
  - Comuni di II Classe: Fosdinovo (capoluogo provincia), Aulla, Tresana, Licciana, Villafranca, Mulazzo, Treschietto, Podenzana, Varano, Rocchetta
- Provincia di Massa
  - Comuni di I Classe: Massa, Carrara

#### Dopo il trattato di Firenze
Nel 1859 gli Stati Estensi erano suddivisi in sei province, ognuna guidata da un'Intendenza:
- Provincia di Modena comprendente anche l'ex Ducato della Mirandola e Marchesato di Concordia e l'ex Principato di Carpi;
- Provincia di Reggio comprendente anche l'ex Principato di Correggio e l'ex Contea di Novellara e Bagnolo;
- Provincia del Frignano;
- Provincia di Guastalla consistente nell'ex Ducato di Guastalla, annesso nel 1847;
- Provincia di Massa e Carrara consistente nell'ex Ducato di Massa e Principato di Carrara, annesso nel 1829, ma già dal 1815 governato suo jure dalla duchessa Maria Beatrice d'Este, figlia dell'ultimo duca di Casa Este, Ercole III, e madre del primo duca di Casa Austria-Este, Francesco IV.
- Provincia di Garfagnana.

Le province di Modena e Reggio avevano il rango di Intendenze Generali. Ogni provincia era suddivisa in comuni, i quali ammontavano in totale al numero di 68. I comuni erano divisi in tre classi: prima, seconda e terza. I comuni di prima e seconda classe erano governati da un podestà. Quelli di terza erano amministrati da un sindaco. Solamente Modena e Reggio erano comuni di prima classe.

## Infrastrutture e trasporti

### Strade
Le principali vie terrestri di comunicazione, sino al 1859, furono la via Emilia, la via per Brescia, la strada ducale di Lunigiana, la via Giardini, la via Vandelli e la traversa Pontremolese. Il ducato era collegato anche alla via Aurelia.

### Ferrovie
Nel ducato non si manifestò interesse per una ferrovia che attraversasse il suo territorio ed unisse Milano a Bologna, mentre si era propensi a pensare a vie ferroviarie che permettessero di arrivare a Lucca e Livorno.
Negli anni '50 dell'Ottocento tuttavia si iniziò a dibattere della questione: il 23 maggio 1859 (la II Guerra di Indipendenza era già in corso dal 29 aprile), si tenne il viaggio di inaugurazione della ferrovia da Reggio a Modena con a bordo il Duca Francesco V ed un reparto di Dragoni che gli facevano da guardia del corpo, pronti ad ogni evenienza. Il Duca lasciò Modena l'11 di giugno. Quando il 21 luglio 1859 venne completata la ferrovia Milano-Bologna il ducato di Modena e Reggio era già finito (l'armistizio di Villafranca era stato firmato pochi giorni prima).

### Porti
Con l'acquisizione nel 1829 del ducato di Massa e Carrara, Modena poté ottenere un piccolo sbocco sul mar Tirreno. Lungo la costa vi erano due porti: Avenza nel territorio di Carrara e San Giuseppe nel territorio di Massa.

## Religione
La religione predominante nel Ducato di Modena e Reggio era quella cattolica romana. Vi erano cinque episcopati e un'abbazia nullius, suddivisi in 755 parrocchie. Le diocesi erano quelle di:
- Diocesi (poi Arcidiocesi) di Modena
- Abbazia nullius dioeceseos di Nonantola
- Diocesi di Reggio
- Diocesi di Guastalla
- Diocesi di Carpi
- Diocesi di Massa

Il 22 agosto 1855 la bolla Vel ab antiquis di papa Pio IX elevò la diocesi di Modena, che precedentemente era stata suffraganea di Ravenna (V-XVI secolo) e poi di Bologna, a sede arcidiocesana metropolitana, con giurisdizione sulle altre diocesi suddette. La Provincia Ecclesiastica Estense così nata coincideva con il territorio del ducato.
Alcune parrocchie del Ducato erano dipendenti da sedi episcopali esterne allo Stato, quelle di Parma, Sarzana, Lucca e Pontremoli.
Erano presenti sul territorio estense anche alcune comunità ebraiche. Le principali erano quelle di Modena, Reggio, Scandiano, Finale, Correggio, Carpi, Novellara e Brescello.

## Forze armate
La Brigata Estense fu la forza armata del ducato di Modena e Reggio che prese parte alla seconda guerra d'indipendenza. Le forze ducali erano costituite dalle Reali Truppe, coordinate dal Ministero della Guerra. Nel 1859 erano composte da circa 4.300 soldati di professione ed a ferma prolungata e circa 13.000 riservisti. Durante la seconda guerra d'indipendenza le truppe modenesi seguirono Francesco V nella sua fuga nel Lombardo-Veneto venendo immediatamente riorganizzate nella Brigata Estense. Questo corpo, prese parte, senza però combattere, alla battaglia di Solferino. Dopo la firma della pace di Zurigo il reparto rimase acquartierato in Veneto insieme all'ormai ex-duca. Sotto le pressioni dei comandanti militari austriaci, la Brigata Estense fu ufficialmente sciolta il 24 settembre 1863.

## Monete e francobolli

### Numismatica
Nel Ducato di Modena e Reggio era adottato il sistema monetario francese, ma, dopo l'unione doganale con l'Impero d'Austria era impiegato anche quello austriaco. Erano usate anche le antiche monete locali quali il soldo, il bolognino e il tallero modenese. A partire dalla Restaurazione, il Ducato di Modena cessa di coniare monete.

### Filatelia
La filatelia del Ducato di Modena iniziò nel 1852 quando il Ducato emise il suo primo francobollo, a disegnarlo fu Tommaso Rinaldi.